# Деревій розхилений
Деревій розхилений (Achillea distans) — вид рослин із родини айстрових (Asteraceae).

## Біоморфологічна характеристика
Багаторічна трав'яниста рослина 20–80 см заввишки. Кореневище повзуче. Стебло і листя зазвичай рідко волохаті чи лисі. Стебло зазвичай розгалужене від низу. Листки довгасті за обрисом, 2–3-перисті. Прикореневе листя ушир 3–8 см. Середня жилка стеблових листків ушир 2–4 мм, крилата, зубчаста. Сегменти листків 5–15 мм завдовжки, з кінцевими шороко-ланцетними частками 1–2.5 мм ушир. Обгортки кошиків довгасті, 2–3 мм ушир, з жовтувато-зелених листочків з дуже вузькою плівчастою бурою облямівкою чи без неї. Язичкові квіточки від світло-рожевого до пурпурового забарвлення. Період цвітіння: липень — вересень. Плоди 1.9–3 мм завдовжки, сіро-коричневі. 2n=54.

## Середовище проживання
Вид зростає у Європі й Лівані (Англія, Франція, Швейцарія, Австрія, Італія, Польща, Словаччина, Словенія, Угорщина, Хорватія, Боснія та Герцеговина, Сербія та Косово, Чорногорія, Македонія, Албанія, Румунія, Болгарія, Греція, Ліван, Україна); інтродукований в Австралію, пн.-сх. США, пд.-сх. Канади.
В Україні вид росте на відкритих трав'янистих та кам'янистих схилах — у Карпатах.